# Marie-Laure Beneston
 (mai 2022).
 (novembre 2021).
Marie-Laure Beneston est une comédienne et directrice artistique française, née en 1962, spécialisée dans le doublage. Elle est notamment connue pour être la voix française d'Allison Janney et Camryn Manheim et aussi pour doubler toutes les voix féminines de la série d'animation South Park, comme Wendy Testaburger ou encore Bebe Stevens.

## Biographie
Marie-Laure Beneston a commencé sa carrière en 1968, à 6 ans, en tournant dans le film Le presbytère de Borley. Elle a ensuite enchainé plusieurs productions, dont Les Charmes de l'été en 1975, tout en prenant des cours de danse et en suivant des cours par correspondance. En 1980, elle décide d'arrêter la comédie et de s'orienter vers le droit. Mais après deux ans d'étude, elle reprend la comédie. Quant au doublage, il est arrivé par hasard, après qu'elle s'est redoublée elle-même dans ses films.
Marie-Laure Beneston a commencé sa carrière de doublage dans les années 1980, quand l'acteur Roger Carel l'avait présentée à Albert Barillé (le réalisateur de Il était une fois… la Vie), ce qui lui a permis ensuite de doubler plein d'autres dessins animés.

## Filmographie

### Télévision
- 1975 : Les Charmes de l'été, de Robert Mazoyer : Sophie
- 1977 : Au plaisir de Dieu, de Robert Mazoyer : Anne
- 1979 :  Désiré Lafarge  épisode : Désiré Lafarge suis le mouvement de Guy Lefranc : Céline
- 1985 : Châteauvallon, de Serge Friedman, Paul Planchon et Emmanuel Fonlladosa

## Doublage

### Cinéma

#### Films
- Allison Janney dans : 
  - Dix Bonnes Raisons de te larguer (1999) : Mme Perky
  - How to Deal (2003) : Lydia Martin
  - Juno (2007) : Bren Mac Guff
  - Mille mots (2012) : Samantha Davis
  - Cet été-là (2013) : Betty
  - Tammy (2014) : Deb
  - DUFF : Le faire-valoir (2015) : Dottie Piper
- Kyra Sedgwick dans :
  - Mr. and Mrs. Bridge (1990) : Ruth Bridge
  - Singles (1992) : Linda Powell
- Laura Dern dans :
  - Blue Velvet (1987) : Sandy Williams
  - Ciel d'octobre (1999) : Miss Frida Riley
- Kathleen Kinmont dans :
  - CIA II: Target Alexa (1993) : Alexa
  - Charmante Promotion (1997) : Nicole Landon
- 1980[2] : Une nuit folle, folle : Berie (Robyn Petty)
- 1983 : L'Héritier de la panthère rose : Michelle Chauvin (Patti Davis)
- 1985 : Vendredi 13, chapitre 5 : Une nouvelle terreur : Robin (Juliette Cummins)
- 1985 : D.A.R.Y.L. : Sherie Lee Fox (Amy Linker) (1er doublage)
- 1985 : St. Elmo's Fire : Jules (Demi Moore)
- 1985 : Les Aventuriers de la 4e dimension : Ellie Sawyer (Danielle von Zerneck)
- 1985 : La Revanche de Freddy : une étudiante dans le bus (Allison Barron)
- 1985 : Le Dernier Dragon : Jackie (B.J. Barie)
- 1986 : Youngblood : Maureen, la première jeune fille du bar (Catherine Bray)
- 1986 : Crocodile Dundee : Karla (Nancy Mette)
- 1988 : Beetlejuice : Jane Butterfield (Annie McEnroe)
- 1988 : Tucker : Noble Tucker (Corin Nemec)
- 1989 : Blue Steel : Tracy Perez (Elizabeth Peña)
- 1990 : Y a-t-il un exorciste pour sauver le monde ? : Ned Aglet (Benj Thall)
- 1990 : Gremlins 2, la nouvelle génération : Marla Bloodstone (Haviland Morris)
- 1990 : Papa est un fantôme : Danny Hopper (Salim Grant)
- 1990 : Dick Tracy : Le Kid (Charlie Korsmo)
- 1990 : 48 Heures de plus : Amy Kirkland (Tisha Campbell)
- 1992 : Retour à Howards End : Jacky Bast (Nicola Duffett)
- 1992 : Evil Dead 3 : Sheila (Embeth Davidtz)
- 1992 : La mort vous va si bien : Anna Jones (Michelle Johnson)
- 1993 : The Snapper : Sharon Carley (Tina Kellegher)
- 1993 : Kika : Juana (Rossy de Palma)
- 1994 : Police Rescue : Kathy Orland (Tammy MacIntosh)
- 1994 : Ludwig van B. : Johanna Reiss (Johanna ter Steege)
- 1994 : Forrest Gump : Lenore (Marla Sucharetza)
- 1995 : Get Shorty : elle-même (Penny Marshall)
- 1997 : Amy : Anny Buchanan (Susie Porter)
- 1997 : Volte-face : Wanda (Margaret Cho)
- 1997 : En chair et en os : Clementina (Mariola Fuentes)
- 1998 : Pecker : Lynn Wentwoth (Patricia Hearst)
- 1998 : Goodbye Lover : Le sergent Rita Pompano (Ellen DeGeneres)
- 1998 : Ainsi va la vie : Tni post (Kathy Najimy)
- 1998 : La Fiancée de Chucky : La journaliste télé (Sandi Stahlbrand)
- 2000 : 28 Jours en sursis : Lily (Elizabeth Perkins)
- 2000 : The Million Dollar Hotel : Jean Swift (Charlayne Woodard)
- 2000 : American Psycho : Christie (Cara Seymour)
- 2005 : Dark Water : l'institutrice (Camryn Manheim)
- 2006 : Saving Shiloh : Louise Preston (Ann Dowd)
- 2006 : Dreamgirls : Effie White (Jennifer Hudson)
- 2007 : Evan tout-puissant : Joan Baxter (Lauren Graham)
- 2008 : Le Retour de Roscoe Jenkins : Betty Jenkins (Mo'Nique)
- 2008 : Délire Express : l'officier de liaison (Cleo King)
- 2008 : Yes Man : la guide touristique (Mary-Pat Green)
- 2010 : Nanny McPhee et le Big Bang : Mme Bohu (Katy Brand)
- 2011 : The Tree of Life : la grand-mère (Fiona Shaw)
- 2012 : Moi, député : Mme Yao (Karen Maruyama)
- 2013 : Philomena : Mary (Mare Winningham)
- 2024 : Sayen : La Chasseresse : ? (?)

#### Films d'animation
- 1995 : Armitage III : Rosalind Holhess (2ème doublage Canal+)
- 1999 : South Park, le film : Wendy Testaburger / Sheila Broflovski / Liane Cartman / Sharon Marsh / Ike Broflovski / Kenny sans sa capuche / Shelley Marsh
- 2000 : Batman, la relève : Le Retour du Joker : Mary Mc Ginnis, Matt Mc Ginnis, Tim Drake/Robin

### Télévision

#### Téléfilms
- Camryn Manheim dans :
  - Samantha, star de l'ombre (2001) : Samantha Berger
  - Affaires de femmes (2001) : Suzanne Nabor
  - Jenifer (2001) : l'infirmière Vandemal
  - Elvis : Une étoile est née (2005) : Gladys Presley
  - Passions sous la neige (2005) : Bev
  - Jesse Stone : L'Enfant disparu (2009) : Elizabeth Blue
  - Le Candidat de mon cœur (2013) : Colleen
  - Cop Car (2015) : Bev
- 1988 : La Mémoire dans la peau : Marie St. Jacques (Jaclyn Smith)
- 1999 : Les petites surprises de la vie : Lynda Smirz (Kate McNeil)
- 2000 : Les Ombres du passé : l'inspecteur en chef Paris (Kathryn Howden)
- 2002 : À la conquête d'un cœur : Sarah Graham (Theresa Russell)
- 2002 : Compte à rebours explosif : Rebecca Clarke (Sarah Richardson)
- 2005 : Une vie à l'épreuve : Mary (Haras Patricia)
- 2007 : Trois Sœurs dans le Montana : Coroner (Heather Lea MacCallum)
- 2007 : Un amour à toute épreuve : Marilyn (Robyn Adamson)
- 2007 : Des yeux dans la nuit : Donna Kendall (Mara Mary)
- 2007 : Mon bébé a disparu : Dale Pendergast (Wanda Cannon)
- 2012 : Le Pacte de Noël : Evie (Linda Darlow)
- 2014 : Le Médaillon de Noël : Judy (Susan Hogan)
- 2019 : Un baiser pour Noël : Joyce (Rhoda Griffis)

#### Séries télévisées
- Camryn Manheim dans (13 séries) :
  - The Practice : Donnell et Associés (1997-2004) : Ellenor Frutt (167 épisodes)
  - Ally McBeal (1998) : Ellenor Frutt (saison 1, épisode 20)
  - Le Dixième Royaume (2000) : Blanche Neige (mini-série)
  - Will et Grace (2000) : Sue, la voyante(saison 3, épisode 7)
  - Boston Public (2001) : Ellenor Frutt (saison 1, épisode 13)
  - The L Word (2005) : Veronica Bloom (saison 2)
  - How I Met Your Mother (2005) : Ellen Pierce (saison 1, épisode 7)
  - La Loi selon Harry (2011-2012) : Kim Mendelsohn (5 épisodes)
  - Esprits criminels (2013) : Carla Hines (saison 9, épisodes 1 et 2)
  - Extant (2014) : Dr Sam Barton (13 épisodes)
  - Code Black (2016) : Alice Williams (saison 2, épisode 2)
  - Major Crimes (2017) : la chef-adjointe Winnie Davis (saison 5)
  - The Magicians (2019) : Sheila Cozener (saison 4, 4 épisodes)
- Allison Janney dans :
  - À la Maison-Blanche (1999-2006) : Claudia Jean « C.J. » Cregg (155 épisodes)
  - Studio 60 (2007) : Allison Janney (épisode 14)
  - Mr. Sunshine (2011) : Crystal Cohen (13 épisodes)
- Kathleen Kinmont dans :
  - Le Rebelle (1992-1996) : Cheyenne « Chy » Phillips (87 épisodes)
  - Mortal Kombat: Conquest (1999) : Dion (épisode 21)
- Mare Winningham dans :
  - Urgences (1998-1999) : Dr Amanda Lee (4 épisodes)
  - American Horror Story (2013-2017) : Alicia Spencer (saison 3, épisode 3), Rita Gayheart (saison 4, épisode 10), Hazel Evers (saison 5, 11 épisodes) et Sally Keffler (saison 7, épisode 6)
- 1978-1981 : Soap : Corinne Tate Flotsky (Diana Canova) (2e voix)
- depuis 1983 : Les Feux de l'amour : Traci Abbott Connelly (Beth Maitland)
- 1985 : Les Dessous d'Hollywood : Brenda (Anna Maria Poon) (mini-série)
- 1987-1988 : Dynastie : Leslie Carninbton Saunders (Terri Garber)
- 1989 / 1994-1997 : Mariés, deux enfants : l'hôtesse de l'air (Sandra Wild) (saison 3, épisode 8) et Gary (Janet Carroll) (7 épisodes)
- 1990-1991 : Twin Peaks : Clara Budding Milfoed (Robyn Lively) (6 épisodes)
- 1991-1996 : Sydney Police : Kathy Orland (Tammy MacIntosh)
- 1993-1995 : Beverly Hills 90210 : Leslie Sumner (Brooke Theiss) (9 épisodes)
- 1993-1996 : La Saga des McGregor : Montana Hale (Gabrielle Fitzpatrick)
- 1993-1998 : Babylon 5 : Lyta Alexander (Patricia Tallman) (47 épisodes)
- 1994-1998 : Ellen : La glace (Lori Fetrick) et Sylvia (Molly Cheek)
- 1999-2000 : Roswell : Nancy Parker (Jo Anderson)
- 20002001 : Normal, Ohio : Elisabeth (Mo Gaffney)
- 2001 : Voilà! : Allie (Kristin Bauer) (saison 5, épisode 22 et saison 6, épisode 1)
- 2005 : Sue Thomas, l'œil du FBI : Rosie (Jennifer Podemski) (saison 3, épisode 18)
- 2006-2011 : Sacré Charlie : Pia Andresen (Katharina Schubert)
- 2006-2020 : Esprits criminels : Diana Reid (Jane Lynch) (11 épisodes)
- 2008-2009 : Eleventh Hour : Helen Cole (Jo Anderson
- 2009 : The Closer : L.A. enquêtes prioritaires : Doris Osgood (Roxanne Hart)
- 2012-2013 : Bunheads : Sweetie Cramer (Alex Borstein)
- 2013 : Mentalist : Joanna Percy (Wendy Phillips)
- 2017 : Mindhunter : la journaliste Iowa (Courtney DeCosky)

#### Séries d'animation
- 1985 : Jayce et les Conquérants de la Lumière : Princesse Hena (épisode 18) / Princesse Kiandra (épisode 19)
- 1985 : Pole Position : Lise / le petit garçon (épisode 3)
- 1985 : Transformers : Alana (épisode 49)
- 1985-1987 : Les Entrechats : Bruno
- 1986 : Il était une fois... la Vie : Pierrette / Lieutenant Psi / Globine / Petite Pierrette
- 1986 : Les Popples : Putter (2e voix)
- 1987 : Conan, le fils du futur : Monsry (1er doublage)
- 1987 : Les Amichaines : Bingo le castor
- 1987 : Mon Petit Poney : divers poneys
- 1987-1988 : Jeanne et Serge : Marie Takigawa, Yoghina, Sunny (voix de remplacement)
- 1988 : Creamy, merveilleuse Creamy : Sinon
- 1988 : Embrasse-moi Lucile (ou Lucile, amour et rock'n'roll) : Benjamin
- 1988 : Les Familles Sylvanian : Rusty Lapin Brun
- 1988 : Richie Rich : Rookie
- 1988-1990 : Lamu : Ronnie
- 1989 : Dino Riders : Llahd (doublage vidéo)
- 1989 : Le Plein de super : Wonder Woman (voix principale)
- 1989 : Les Bisounours (version Nelvana) : Toudodu le cochon
- 1990-1991 : Les Simpson : voix additionnelles (saison 1)
- 1991 : Il était une fois... les Amériques : Pierrette / Psi / Petit Pierre
- 1991 : Les Aventures de Huckleberry Finn : Joe
- 1992 : Fantastic Max : Max
- 1994 : Il était une fois... les Découvreurs : Pierrette et Psi
- 1994 : Bonkers : Rita (épisode 37) / Joëlle l'elfe (épisode 55)
- 1994 : Sailor Moon : Sailor Mars (voix de remplacement, épisodes 62 à 67)
- 1994 : Armitage III : Rosalind Holhess (OAV)
- 1994-1998 : Animaniacs : Mindy
- 1995-1996 : Super Zéro : la Petite Patriote
- 1995-1997 : Gargoyles, les anges de la nuit : Beth Maza et Una
- 1996 : Il était une fois... les Explorateurs : Petite Pierrette et Psi (voix de remplacement)
- 1996-1999 : Spider-Man, l'homme-araignée : Miss America et Silver Sable
- 1997 : Couacs en vrac : la présidente (épisode 14) / la mère (épisode 37)
- 1997-1999 : L'Île de Noé : Ursula / une des hyènes
- 1998 : Hé Arnold! : la mère de Gérald (épisode 33)
- 1998-2000 : Toonsylvania : Stiffany Deadman
- depuis 1998 : South Park : Wendy Testaburger / Shelley Marsh / Liane Cartman / Sharon Marsh / Sheila Broflovski / Ike / Pip / tous les personnages féminins
- 1999-2003 : Bill Junior : ?
- 2001 : Spy Groove : Madre Blanco
- 2001 : 4 à la fac : Jessie / Kimmy
- 2001-2004 : Rocket Power : Sam "Le Mollusque" Dullard / Mme Stimpleton
- 2004 : Quoi d'Neuf Scooby-Doo ? : personnages secondaires
- 2004-2005 : Dave le barbare : Lula
- 2005 : Batman : Virginia Bolton (épisode 24)
- 2006-2009 : Yin Yang Yo! : Yang
- 2007 : 3-2-1 Pingouins ! : Elliot
- 2007-2008 : Finley, le camion de pompier : Finley
- 2008 : Il était une fois... notre Terre : Pierrette
- 2009 : Dans La Savane : Pom
- 2010 : Star Wars: The Clone Wars : Sionver Boll (épisodes 40 et 41)
- 2011 : Ava, Riko, Téo : Riko

### Jeux vidéo
- 1999 : Hype: The Time Quest : Wellet
- 2004 : Les Aventures du Petit Corbeau : Le Tricycle d'Eddie : Souris et Mouton
- 2009 : Dragon Age: Origins : voix additionnelles
- 2010 : Mass Effect 2 : voix additionnelles
- 2013 : Les Chevaliers de Baphomet : La Malédiction du serpent : Fleur
- 2014 : Watch Dogs : voix additionnelles
- 2024 : South Park: Snow Day! : Liane Cartman (en) et Henrietta

### Direction artistique
Marie-Laure Beneston est également directrice artistique de versions françaises.

#### Films
- 2002 : Box 507
- 2003 : Jericho Mansions (en)
- 2003 : Bienvenue à 29 Palms
- 2004 : Mon voisin le tueur 2
- 2004 : Adorable Julia
- 2004 : Criminal
- 2006 : Enfants non accompagnés
- 2007 : Une fille à la page
- 2007 : Le Goût de la vie
- 2007 : La 11e heure, le dernier virage
- 2007 : Le Cahier
- 2008 : Yes Man
- 2008 : Speed Racer
- 2008 : La Copine de mon meilleur ami
- 2009 : Very Bad Trip
- 2009 : Esther
- 2010 : Valentine's Day
- 2010 : From Paris with Love
- 2010 : Encore un baiser
- 2010 : Greenberg
- 2010 : Les Chats persans
- 2010 : Date Limite
- 2010 : Freddy : Les Griffes de la nuit
- 2010 : Trop loin pour toi
- 2011 : Very Bad Trip 2
- 2011 : Bon à tirer (B.A.T.)
- 2011 : Colombiana
- 2011 : Dream House
- 2011 : Comment tuer son boss ?
- 2011 : Happy New Year
- 2012 : Projet X
- 2012 : Moi, député
- 2012 : Rock Forever
- 2013 : Jack le chasseur de géants
- 2013 : Very Bad Trip 3
- 2013 : Les Miller, une famille en herbe
- 2014 : Match retour
- 2014 : Les Nouveaux Sauvages (suppléante de Barbara Tissier pour le segment Jusqu'à ce que la mort nous sépare)
- 2014 : Veronica Mars
- 2014 : Salsa Fury
- 2014 : C'est ici que l'on se quitte
- 2014 : Si je reste
- 2014 : Annabelle
- 2014 : The November Man
- 2014 : Favelas
- 2014 : Comment tuer son boss 2
- 2015 : Diversion
- 2015 : Aux yeux de tous[4]
- 2015 : Gallows
- 2015 : Vive les vacances
- 2015 : Captive
- 2016 : The Boss[4]
- 2016 : Zoolander 2
- 2016 : War Dogs
- 2016 : The Boyfriend : Pourquoi lui ?
- 2016 : Les Espions d'à côté
- 2016 : Le Phare aux orques
- 2016 : Conjuring 2 : Le Cas Enfield
- 2016 : Célibataire, mode d'emploi
- 2016 : Agents presque secrets
- 2017 : Annabelle 2 : La Création du mal
- 2017 : Mes vies de chien
- 2017 : La Montagne entre nous
- 2018 : La Nonne
- 2018 : The Hate U Give : La Haine qu'on donne
- 2018 : Le Carnet de Sara
- 2018 : Love, Simon
- 2018 : Action Point
- 2018 : Darkest Minds : Rébellion
- 2019 : La Malédiction de la dame blanche
- 2019 : Mes autres vies de chien
- 2019 : Terminator: Dark Fate
- 2019 : Une famille sur le ring (avec Marie Van R)
- 2019 : Dans les yeux d'Enzo
- 2019 : Annabelle : La Maison du mal
- 2020 : The Wrong Missy
- 2020 : Enola Holmes
- 2020 : American Pickle
- 2021 : Dans les angles morts
- 2021 : Conjuring : Sous l'emprise du Diable
- 2022 : The Weekend Away[5]
- 2022 : Enola Holmes 2
- 2023 : La Nonne : La Malédiction de Sainte-Lucie
- 2024 : Jackpot
- 2025 : Destination finale : Bloodlines
- 2025 : A Working Man

#### Films d'animation
- 1998 : Excalibur, l'épée magique
- 2000 : Pettson et Picpus
- 2005 : L'Étoile de Laura
- 2006 : Plume et l'Île mystérieuse
- 2008 : Valse avec Bachir
- 2020 : Pets United : L'union fait la force

#### Séries télévisées
- 1997-2001 : Diagnostic : Meurtre (saisons 5 à 8)
- 2000-2006 : Gilmore Girls (saisons 1 à 6)
- 2000-2019[n 1] : Commissaire Brunetti
- 2003-2007 : Newport Beach
- 2006-2007 : Studio 60
- 2007-2009 : Pushing Daisies
- 2013-2017 : Broadchurch
- 2014 : The Spoils of Babylon
- 2016 : The Level (en)
- 2018-2020 : Tell Me a Story
- 2019 : Veronica Mars (saison 4)
- depuis 2019 : The Morning Show
- 2020 : I Know This Much Is True (mini-série)
- 2020 : Her Voice
- 2020-2022 : Love, Victor
- 2020-2023 : Sweet Home (avec Tony Marot, saison 2)
- 2021 : Guide astrologique des cœurs brisés
- 2021-2022 : Le Mystérieux Cercle Benedict
- depuis 2021 : Abbott Elementary (avec Tony Marot)
- 2022 : The Time Traveler's Wife
- 2023 : Will Trent
- 2023 : The Nurse (mini-série)
- 2023 : Faux-semblants (mini-série)
- 2023 : Bodies (mini-série)
- 2024 : Les Ombres du passé
- 2025 : Karma (en)

#### Séries d'animation
- 1999-2003 : Bill Junior
- 1999-2004 : Rocket Power
- 2001 : La Clique
- 2001-2002 : Xcalibur
- 2008-2010 : Willa!
- 2020-2021 : Crossing Swords

#### Téléfilms
- 2003 : Miss Lettie et moi
- 2007 : Sacré mariage
- 2007 : Mon bébé a disparu
- 2008 : Au cœur de la tempête
- 2008 : Ma femme, mon ex... et moi !
- 2008 : Maman se marie !
- 2008 : Girl's Best Friend
- 2010 : L'Ange des neiges
- 2017 : La Maison biscornue
- 2018 : Excursion
- 2020 : Un Noël à réinventer
- 2020 : Quand Harry rencontre Sam